# Berbères du Maroc
Les Berbères du Maroc (en amazighe : ⵉⵎⴰⵣⵉⵖⵏ ⵏ ⵍⵎⵖⵔⵉⴱ) sont un groupe ethnique du Maroc composé de différents sous-groupes dont les Chleuhs, les Zayanes, les Jbalas, les Rifains, les Sanhajas et les Zénètes.
Les citoyens arabo-berbères, héritiers d’une civilisation vieille de 5 000 ans, constituent la majorité de la population marocaine, en particulier dans les zones rurales. Après l’indépendance du pays en 1956, ils ont revendiqué leurs droits linguistiques et culturels, mais sans succès. En août 1991, ils adoptent une charte à Agadir, appelant à la reconnaissance de leur culture et de leur langue, le tamazight, ainsi qu’à la création d’un institut de recherche et d’outils pédagogiques. En 1993, ils déposent un mémorandum auprès de la Commission des droits de l’homme à Vienne. En juillet 1994, une délégation participe à une réunion des Nations unies sur les peuples autochtones à Genève. Le 20 août 1994, le roi Hassan II annonce l’introduction de l’enseignement du tamazight dans les écoles primaires et autorise la diffusion d’un bulletin d’information de 12 minutes par jour dans cette langue, marquant une avancée significative dans leurs revendications.